# Stanisław Grędziński
Stanisław Grędziński (* 19. Oktober 1945 in Ostrzyca, Powiat Krasnostawski; † 19. Januar 2022) war ein polnischer Leichtathlet.

## Karriere
Gleich bei seinem ersten großen internationalen Auftritt bei den Europameisterschaften 1966 in Budapest gewann Stanisław Grędziński zwei Titel. Im 400-Meter-Lauf wurde er in 46,0 s Europameister vor seinem Landsmann Andrzej Badeński und Manfred Kinder aus der Bundesrepublik Deutschland. Drei Tage später fand das Finale in der 4-mal-400-Meter-Staffel statt. In der Besetzung Jan Werner, Edmund Borowski, Andrzej Badeński und Stanisław Grędziński als Schlussläufer gewann die polnische Staffel in neuem Landesrekord von 3:04,5 min vor den beiden deutschen Staffeln.
Bei den Olympischen Spielen 1968 in Mexiko-Stadt war Stanisław Grędziński Startläufer der polnischen Staffel. Hinter den Staffeln aus den Vereinigten Staaten und aus Kenia lieferten sich die Staffeln aus der Bundesrepublik und aus Polen einen spannenden Kampf bis zur Ziellinie, wo der deutsche Schlussläufer Martin Jellinghaus eine Hundertstelsekunde Vorsprung vor Andrzej Badeński hatte. Die polnische Staffel wurde in 3:00,58 min nur Vierte.
Im Jahr darauf bei den Europameisterschaften 1969 in Athen gewann Stanisław Grędziński im Einzelwettbewerb in 45,8 s Bronze hinter Jan Werner und dem Franzosen Jean-Claude Nallet. In der Staffel startete Jan Balachowski, Stanisław Grędziński übergab den Stab an Andrzej Badeński und Jan Werner war Schlussläufer. Es gewannen die Franzosen vor den Staffeln aus der Sowjetunion und aus der Bundesrepublik Deutschland. Schlussläufer der Deutschen war erneut Martin Jellinghaus, der Jan Werner praktisch auf der Ziellinie abfing. In 3:03,1 min waren die Polen wie in Mexiko-Stadt nur Vierte geworden.
Seinen letzten Start bei großen internationalen Meisterschaften hatte Stanisław Grędziński bei den Halleneuropameisterschaften 1970 in Wien. In der 4-mal-2-Runden-Staffel wurden Jan Werner, Grędziński, Balachowski und Badeński Zweite hinter der Staffel aus der Sowjetunion. 
Stanisław Grędziński wurde 1966 und 1969 polnischer Meister über 400 Meter. Seine Bestleistung stand bei 45,83 s. Bei einer Körpergröße von 1,78 m betrug sein Wettkampfgewicht 73 kg.
1999 wurde er mit dem Goldenen Verdienstkreuz der Republik Polen ausgezeichnet.